# Kuźmenkowe (przystanek kolejowy)
Kuźmenkowe (ukr. Кузьменкове) – przystanek kolejowy w miejscowości Kuźmenka, w rejonie rozdzielniańskim, w obwodzie odeskim, na Ukrainie. Położony jest na linii Żmerynka – Odessa.